# Plebejus japonica
Plebejus japonica är en fjärilsart som beskrevs av Charles Oberthür 1910. Plebejus japonica ingår i släktet Plebejus och familjen juvelvingar. Inga underarter finns listade i Catalogue of Life.